# Angelus Hux
Angelus Hux (* 1933 in Tobel) ist ein Schweizer Lokalhistoriker und Autor von Schriften über die Geschichte und Persönlichkeiten der Stadt Frauenfeld, darunter 200 Jahre Erchingerhaus: ein Stück Langdorfer Geschichte (2011), Die Konstablergesellschaft Frauenfeld: ihre Geschichte, ihre Reglemente und Bräuche (2010) und Das Redinghaus in Frauenfeld – eine Spurensuche (2010). Er wirkt als Archivar der Bürgergemeinde Frauenfeld.

## Leben
Angelus Hux ist Sohn eines Kirchenmusikers. Er verbrachte seine früheste Kindheit in Tobel im Kanton Thurgau. Als Primarschüler zog er mit seiner Familie nach Frauenfeld, wo seine ursprünglich in Herdern ansässige Familie seit 1893 das Bürgerrecht innehat. Er wirkte als Organist mit Konzertdiplom und Sekundarlehrer phil. I. 2013 wurde ihm die Ehrenbürgerschaft der Stadt Frauenfeld verliehen. Er amtierte 1991 bis 2007 als Bürgerschreiber sowie 1995 bis 2007 als Vizepräsident der Bürgergemeinde von Frauenfeld. Seit 1993 ist er als deren Archivar tätig.

## Werke
Soweit nicht ein anderer Einzelnachweis dahinter angegeben wurde, stammen alle Angaben aus der Schweizerischen Nationalbibliothek Onlinerecherche:
- Das Guggenhürli in Frauenfeld – Geschichte und Geschichten, 50 Jahre Genossenschaft Guggenhürli Frauenfeld. Verlag Genossenschaft Guggenhürli Frauenfeld, Frauenfeld 2014, 140 S.[4][5]
- 800 Jahre Pfarrkirche St. Jakobus Lommis: 800 Jahre Lommiser Geschichte. Katholische Kirchgemeinde Lommis, Lommis 2014, 114 S.
- Frauenfeld so war's einmal: Erinnerungen und Geschichten aus der Zeit vor 50 und mehr Jahren. Bürgergemeinde Frauenfeld, Frauenfeld 2013, ISBN 978-3-03789006-6, 272 S.
- mit Daniel P. Wiedmer: Die Fotografen Weber in Frauenfeld: Kunst und Handwerk prägen eine Familie. Zur Ausstellung, Staatsarchiv Thurgau, Frauenfeld, 8. November bis 6. Dezember 2013. Genius Media, Frauenfeld 2013,  ISBN 978-3-03789007-3, 221 S.
- Das Haus «Zum Stadtschryber» und die Familie Rogg von Frauenfeld. Festschrift 90 Jahre Raiffeisenbank Frauenfeld. Raiffeisenbank Frauenfeld, Frauenfeld 2012, ISBN 978-3-03789002-8, 198 S.[6]
- Verstummte Klänge: Spuren der Frauenfelder Musikkultur im 18. Jahrhundert. Huber, Frauenfeld 2010, ISBN 978-3-71931535-1, 111 S.
- Das Redinghaus in Frauenfeld: eine Spurensuche. Herausgegeben aus Anlass des 20-jährigen Bestehens des Genius Media AG, Frauenfeld. Genius Media, Frauenfeld 2010, ISBN 978-3-03789000-4, 107 S.
- Die Konstablergesellschaft Frauenfeld: ihre Geschichte, ihre Reglemente und Bräuche. Herausgegeben aus Anlass des 200-jährigen Bestehens der erneuerten Konstablergesellschaft Frauenfeld-Stadt. Konstablergesellschaft Frauenfeld, [A. Hux], Frauenfeld 2010, 165 S.
- 200 Jahre Erchingerhaus: ein Stück Langdorfer Geschichte. Erchingergesellschaft Frauenfeld, Frauenfeld 2010, 28 S.
- Die Schule Langdorf. Festschrift zum Jubiläum 100 Jahre Schulhaus Langdorf 1, 20. Juni 2009. Fotos: Daniel Steiner et al. Primarschulgemeinde Frauenfeld, Frauenfeld 2009, 57 S.
- Das Klösterli Frauenfeld. Festschrift zum Abschluss der Erneuerung des ehemaligen Kapuzinerklosters Frauenfeld, 6. September 2008. Fotos: Amt für Denkmalpflege des Kantons Thurgau et al. Katholische Kirchenvorsteherschaft, Frauenfeld 2008, 35 S.
- mit Alexander Troehler: KlangRäume – Kirchen und Orgeln im Thurgau. Huber, Frauenfeld 2007, ISBN 978-3-71931433-0, 552 S. mit 400 Farbfotos.
- Das Schulhaus Spanner: die städtische Turnhalle, der städtische Kindergarten. Festschrift 125 Jahre Schulhaus Spanner. Herausgeber Organisationskomitee «125 Jahre Schulhaus Spanner». Redaktion Rolf Engweiler, Angelus Hux, Paul Roth; Fotos: Peter Baumberger. Huber, Frauenfeld 2004, 16 S.
- Die katholische Pfarrei Frauenfeld: vom Mittelalter bis zur Gegenwart. Herausgegeben zum 100. Jahrestag der Grundsteinlegung der Stadtkirche St. Nikolaus. Katholische Kirchgemeinde Frauenfeld, Frauenfeld 2004, 254 S.
- Von der Lateinschule zur Oberstufe: Geschichte der Sekundarschule Frauenfeld im Rahmen des Frauenfelder Schulwesens. Huber, Frauenfeld 2002, ISBN 3-71931310-7, 390 S.
- Das Kochbuch der Catharina Fehr 1824: Rezepte aus dem Haus des letzten Schultheissen von Frauenfeld. Autorin Catharina Fehr, herausgegeben von Angelus Hux und Walter Müller. Huber, Frauenfeld 1998, ISBN 3-71931148-1, 170 S.
- Zur Geschichte der beiden Museumsgebäude in der Freie Strasse (in Frauenfeld). In: Mitteilungen aus dem Thurgauischen Museum, 31, 1996, S. 45–67.